# Chris Harju
Pour les articles homonymes, voir Harju.
Pas d'image ? Cliquez ici

b Matchs officiels uniquement.
Chris Harju, née le 20 mai 1957, est une joueuse internationale américaine de rugby à XV évoluant au poste de demi d'ouverture.

## Biographie
Chris Harju est membre de l'équipe des États-Unis qui a remporté la première Coupe du monde féminine de rugby à XV 1991 au pays de Galles,,. Elle fait sa dernière apparition pour les États-Unis lors de la finale contre l'Angleterre, où elle marque sept points pour aider son équipe à remporter la première Coupe du monde,,.
Auparavant, Harju fait une tournée en Grande-Bretagne avec les Wiverns, une équipe américaine non officielle, en 1985.
Elle est infirmière en soins intensifs en dehors du rugby,.
En 2017, Harju et l'équipe de la Coupe du monde 1991 ont été intronisées au Temple de la renommée du rugby des États-Unis,.